# Strojanovi
Strojanovi so prepoznavna romska družina v Sloveniji, okoli katere se je spletla ambruška afera, ki se je razplamtela, ko so se v zgodbo vpletli še prebivalci Ambrusa. Družino med drugim sestavljajo poglavar Mirko Strojan, Elka Strojan (1952-2015) in Rajko Strojan, kot najbolj poznani člani družine Strojan. Strojan sicer ni njihov prvotni priimek, saj se je Elka Strojan (rojena Hudorovac) poročila z Mihom Brajdičem, medtem ko so priimek prevzeli v zahvalo zdravniku Strojanu z Muljave, ki je ozdravil njunega bolnega sina.